# عقدة الأخ

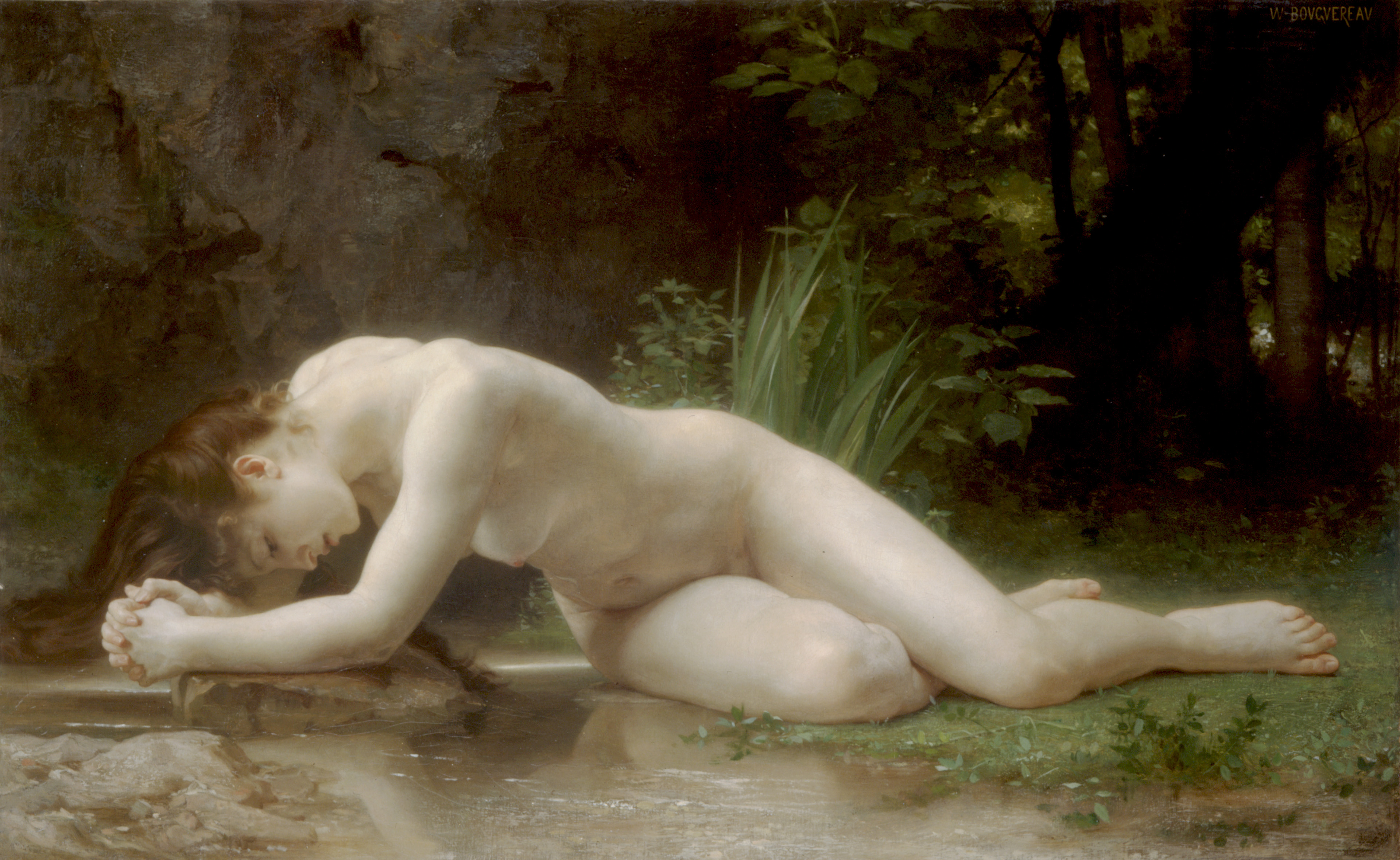
بيبلس مهووسة بأخيها كونوس

عُقْدَةُ الأَخ (بالإنجليزية: Brother Complex) يتم تعريف عُقْدَةُ الأَخ في علم النفس أو علم النفس التحليلي علي أنها أحد العُقْدَ النفسية التي تصيب الإنسان حيث يظهر علي الشخص المصاب بعُقْدَةُ الأَخ مشاعر الحب المفرط اتجاه أخيه، وغالبا ما يؤدي إلى الإفراط في الدفاع عنه أو الانجذاب الجنسي له بشكل مبالغ فيه عن الحد الطبيعي وقد تم تصوير هذه العُقدة بشكل خاص في الأدب الياباني في المانغا والأنميات اليابانية فلقد عُرفت باسم بُلَزا كونبوريكّسو ((باليابانية: ブラザーコンプレックス)). أو تعرف أيضاً باختصار ببرو كون بالإنجليزية brocon (باليابانية: ブラコン).

## التاريخ
يرجع اقدم ذكر موثق لحادثة عُقدة الأخ في الأسطورة اليونانية اسطورة بيبليس التي وقعت في حب أخيها التؤام كاونوس كما ذكر ذلك الشاعر الروماني أوفيديوس في كتابه التحولات.
و في عام 1917، يوشيهيدي كوبو  (باليابانية: 久保良英) ذكر في عمله التحليل النفسي أن أوفيليا ولارتس من مسرحية هاملت للشاعر الإنجليزي وليام شكسبير كان لديهما علاقة «عُقْدَةُ بين الأخ والأخت». في عمله «التحليل النفسي» عام 1932، أطلق كوبو على العلاقة بين الأب والابنة من خلال الغريزة الجنسية «عُقْدَةُ الأب والابنة» أو ما يعرف في علم النفس باسم عقدة إلكترا والعلاقة بين الأم والابن «عقدة الأم والابن» أو ما يعرف في علم النفس باسم عقدة أوديب. ويقول إن «عقدة الأخ - الأخت» هو عبارة عن نقل «عقدة الأب وابنته» و «عقدة الأم والابن» معاً.
ظهرت كلمة عُقدةُ الأخَ لأول مرة في عمل المانجا Laughing Clown ، والذي يصور علاقة بين أخ وأخته يهدفان إلى أن يصبحا عازفي كمان، وهو مدرج في عمل المانغاكا اكيمي ماتسوزوكي وصدرت كجزاءً من كتاب لابرينثين كاسيل Labyrinthine Castle عام 1988.

## نظرة أعمق
مصطلح «عُقْدَةُ الأَخ» في الأصل مصطلحًا عاميًا يعبر عن الفتشية، ولكن تم تعميمه بواسطة هذا المصطلح لأن الشهوة الجنسية والعقد كانتا مفاهيم ذات صلة في علم النفس التحليلي. فعندما يصبح الطرف الآخر أختًا في العلاقة، يطلق عليه «عقدة الأخت».
بشكل عام، توصف عقدة الأخ هي أحد العقد النفسية التي تصيب الإنسان حيث تظهر علي الشخص المصاب بعُقْدَةُ الأَخ مشاعر الحب المفرط اتجاه الأخ، وغالبا ما يؤدي إلى الإفراط في الدفاع عنه أو الانجذاب الجنسي له بشكل مبالغ فيه عن الحد الطبيعي لـ «مشاعر حب تجاه محرم تجاه الأخَ» و «رغبة حصرية في التملك». ، ويمكن أن الشخص الذي يعاني من عُقدة الأخ أن تكون العقدة مصاحبة بصورة إيجابية أي أن يري أخيه في صورة مثالية وله تأثير علي حياته أكبر من والديه. على سبيل المثال في اختيار الحبيب أو الزوج يجب أن يكون شخصاً مطابق لأخيه أو علي الأقل لديه صفة مشتركة أو مشابهة لأخيه. وقد يكون مصحوبًا بصورة سلبية، وقد يُنظر إليه على أنه «جعل الأخ يقبل أنانيته إلى أقصى حد» أو «يعامل الأخ بحرية وراحة». من ناحية أخرى، غالبًا ما يُنظر إلى الرابطة القوية بين الإخوة الذكور بشكل إيجابي كرمز للذكورة حيث أنه يمكن أن يصاب فتي بعقدة الأخ ويتصرف علي نحو جيد حيث يتخذ أخيه مثله الأعلى فيريد أن يقلده في كل شيء.
وفقًا للطبيب النفسي تاكاشي أوكادا (باليابانية: 岡田尊司)، يمكن أن هناك علاقة كبيرة بين الفتيات اللائي يعنين من عقدة الأخَ والإصابة بمرض الاكتئاب أو عدم الاستقرار عندما يكون لأخيها حبيبة أو صديقة مقربة أو عندما يتزوج. أيضًا، في مثل هذه الحالة، قد تشعر بالغيرة من شريكة أخيها، أو قد تحاول معالجة الأمر بالنظر إلي شريكة أخيها كشخص مثالي اكتسب حب أخيها الذي لم تستطع الحصول عليه. وكلما كانت هذه الفتاة أكثر ارتباطًا بأخيها، زادت المسافة التي تفصلها عن منزل أخيها لعلاج العقدة بشكل عقلاني.
وفقًا لبحث أجرته منظمة مينافي كورب (باليابانية: マイナビ) في شهر سبتمبر من عام 2019 علي النساء أو الفتيات اللواتي لديهن أشقاء فوجدوا أكثر من 20 % منهن يعانين من عقدة أخَ.

## السبب في عُقْدَةُ الأخَ
بحسب عالم النفس وطبيب نفس الأطفال السويسري جان بياجيه سبب عقدة الأخ المفرطة يرجع إلى مشاكل الوالدين والقلق الاجتماعي. الذي قد تعاني منه الفتاة أن الأخت الكبرى ربما تحاول حل عدم رضائها عن اللامركزية التي تعاني منها بسبب ولادة شقيقها الأصغر من خلال التحكم في شقيقها الأصغر.

## تأثير عُقْدَةُ الأخَ علي الفن الياباني
منذ العقد الأول من القرن الحادي والعشرين، يُستخدم مصطلح عُقْدَةُ الأخَ أحيانًا كمصطلح الموي أو اللطيف في ألعاب الفيديو (خاصةً ألعاب الإيروجي) والأنيمي والروايات الخفيفة. في الصين، يطلق عليه لفظة شيون كونج بالصينية "兄 控" والتي تعني سيطرة الأخ. كمثال ملموس للأعمال التي تظهر فيها عقدة الأخ بشكل واضح (أو يظهر شخص أو شخصية علي الأقل تتعامل بهذا الشكل)، هناك عمل بوب ياباني يُدعي Gekka no Ichigu و أنميات مثل أوني أي  Sister Princess ،  أختي لا يمكن لها أن تكون بهذه الظرافة ،  ، أنا لا أحبك على الإطلاق ، الأخ الأكبر! ! ،  صديقتي شوبيتش ، أختي ،  كسر العالم: أغنية لعنة سياف مقدس. يذكر ميناكو سايتو أن سايلا ماس هي أكثر من عقدة أخ لشار أزنابل. يعرض فيلم " كل يوم جميل " للمخرج تاكاكو شيمورا فتاة تعاني مة ن عقدة الاخ. وقد ذكر ثيرون مارتن من موقع شبكة اخبار الأنمي أن ليفا قد وقعت في حب كريتو من أنمي فن السيف الرقمي يبدو أنها تهدف إلى إرضاء المعجبين الذين يعانون من " عُقْدَةُ الأخَ الأكبر".